# 喬瓦尼·巴蒂斯塔·奧迪耶納
喬瓦尼·巴蒂斯塔·奧迪耶納（義大利語：Giovanni Battista Hodierna，1597年4月13日—1660年4月6日）是帕爾馬公爵朱利奧·托馬西 （Giulio Tomasi）宮廷中的一位天文學家。 他編制了一份彗星和其他天體目錄，包含約40個天體，其中至少19個可觀測到的星雲。

## 生涯
喬瓦尼·巴蒂斯塔·奧迪耶納出生於西西里島拉古薩，卒於帕爾馬帕尔马-迪蒙泰基亚罗。他在拉古薩擔任羅馬天主教牧師期間，還從事天文學研究。
1654年，他出版了一本書 De systemate orbis cometici, deque admirandis coeli characteribus，其中包含天體目錄。該作品早於夏尔·梅西耶星表，但是對天文學影響不大。梅西耶似乎不知道這本著作的存在。
奧迪爾納的著作非常多，他的興趣涉及許多學科。 除了天文觀測之外，他還利用光學顯微鏡研究昆蟲，發表了關於蒼蠅多面眼睛的文章，並發現蜂群中只有蜂后可以產卵。

## 外部連結
- Favino, Federica. . . Rome: Istituto dell'Enciclopedia Italiana. 2013.
- Biography @ SEDS （页面存档备份，存于）
- Hodierna's Deep sky Observations @ SEDS （页面存档备份，存于）
- A biography Archive.today的存檔，存档日期2012-07-17
- Hodierna's (1644) Opuscoli del dottor Don Gio. Battista Hodierna （页面存档备份，存于） - digital facsimile from the Linda Hall Library